# Holly Hunter
Holly P. Hunter (født 20. marts 1958) er en amerikansk skuespillerinde, som bl.a. har spillet med i den Oscarvindende film The Piano, for hvilken hun vandt en Oscar for bedste kvindelige hovedrolle, en kategori i hvilken hun tidligere havde været nomineret for filmen Broadcast News. Senere blev hun Oscarnomineret i kategorien bedste kvindelig birolle for filmene Firmaets mand og Thirteen.

## Filmografi i udvalg
- Blood Simple (1984)
- Raising Arizona (1987)
- Broadcast News (1987)
- The Piano (1993)
- Firmaets mand (1993)
- O Brother, Where Art Thou? (2000)
- Thirteen (2003)
- Batman v Superman: Dawn of Justice (2016)